# Cosmarium lundellii
Cosmarium lundellii  là một loài Song tinh tảo trong họ Desmidiaceae, thuộc chi Cosmarium.